# Каха Каладзе
Кахабер (Каха) Карлович Каладзе (на грузински: კახაბერ (კახა) კალაძე) е грузински футболист и политик. Министър на енергетиката (2012 – 2017), кмет на Тбилиси (от 2017).

## Футболист

### Клубна кариера
Каладзе прави своя дебют в професионалния футбол още 16-годишен с екипа на Динамо Тбилиси през сезон 1993 – 1994. За три сезона младият защитник се превръща в основен стълб в отбраната на грузинския гранд и с впечатляващите си изяви привлича вниманието на Динамо Киев. Трансферната сума от €280 000 се оказва достатъчна, за да облече Каладзе екипа на украинския гранд. За две години и половина грузинецът демонстрира отлична форма, записвайки 63 мача за Динамо. Западните отбори започват да се интересуват от талантливия защитник. През януари 2001 най-съобразителен се оказва Милан, който привлича Каладзе в редиците си. След този трансфер Кака Каладзе става най-скъпият грузински футболист в историята, като за раздялата си с него Динамо Киев прибира € 16 милиона. Поради голямата конкуренция в защитата на росонерите, на Каладзе му се налага да сменя редица позици в центъра и лявата част както на защитата, така и на полузащитата. В крайна сметка се налага като ляв бек, въпреки че натуралната му позиция е централен защитник. Така редом до Паоло Малдини, Алесандро Костакурта и Алесандро Неста става част от една много солидна отбрана. През сезон 2002 – 2003 грузинецът взима участие във всичките 46 мача на миланския гранд, като спомага за спечелването на Шампионската лига и купата на Италия. Следващият му сезон обаче е провален от контузии.
Каладзе се възстановява от контузиите му, но мястото му в титулярния състав на росонерите е вече заето. Завръщането на левия бек на Паоло Малдини, силните изяви на Сержиньо и наличието на холандския гигант Яп Стам, ограничават участията на грузинеца до 19 мача за Серия А и пет в европейските клубни турнури за сезона 2004 – 2005, когато Милан стига до финал в Шампионската лига.
През сезон 2005 – 2006 контузиите на Стам и Малдини принуждават треньора Карло Анчелоти да върне Каладзе в средата на защитата. Това спомага за стабилността на отбраната, която не допуска гол в пет поредни мача. През 2010 г. грузинеца преминава в друг италиански отбор ФК Дженоа. За 2010/11 е избран за втория най-добър централен защитник за сезона. На 13 май 2012 обявява краят на кариерата си.

### Национален отбор
Каха Каладзе дебютира за Грузия срещу Кипър през март 1996 г. и оттогава е неизменна част от националния отбор. Той е и негов капитан. Избиран е за футболист №1 през 2001 и 2002 г. На 6 септември 2009 си отбелязва 2 автогола в мач срещу отбора на Италия.

## Политик
През октомври 2012 е избран за министър на енергетиката и вицепремиер на Грузия. Заема тези длъжности от 25 октомври 2012 до 12 юли 2017 г.